# Jürgen Völckers

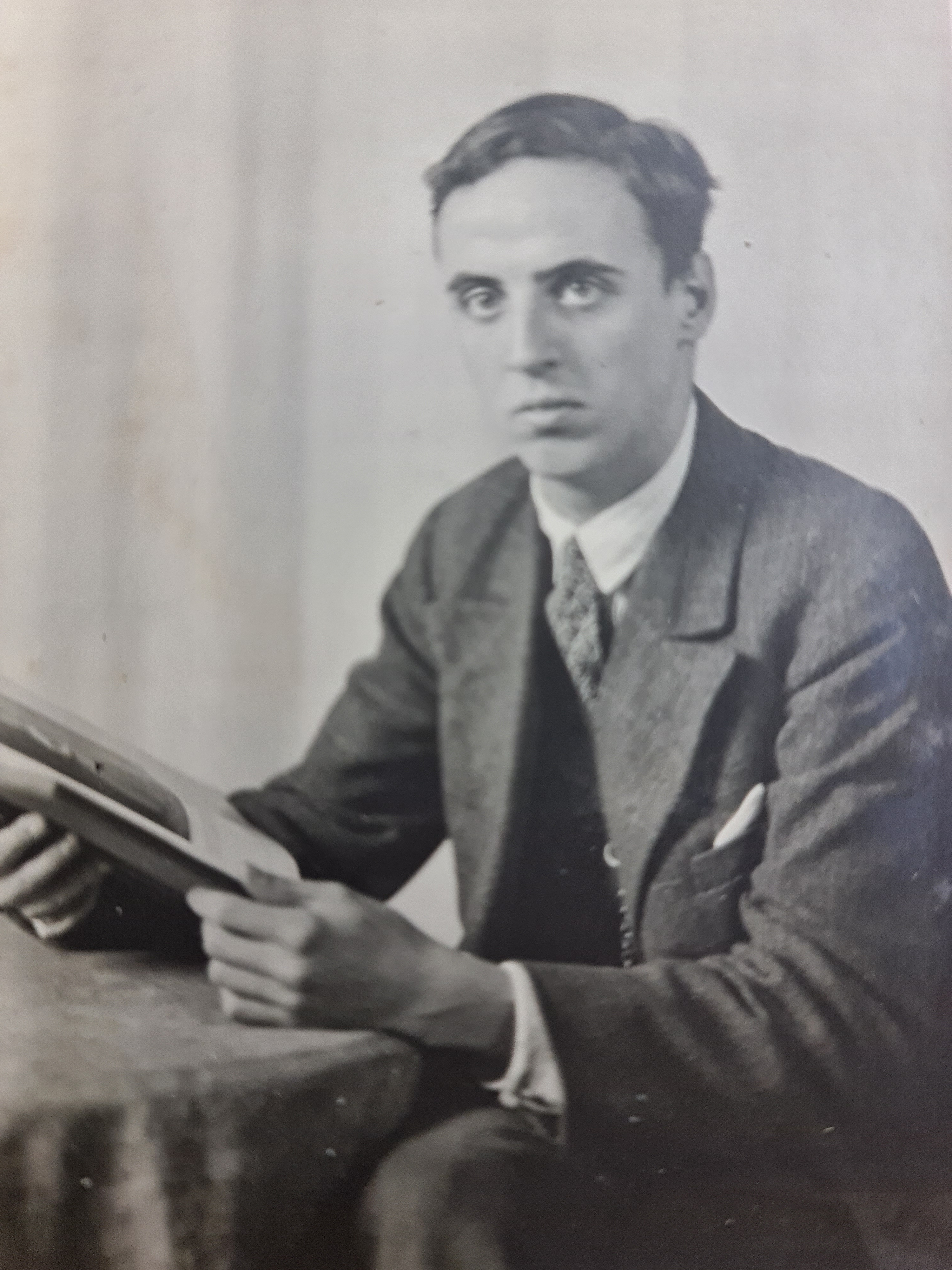
Jürgen Völckers um 1940

Jürgen Wolfgang Völckers (* 25. Januar 1913 in Frankfurt a. M.; † 22. März 1990 in Garmisch-Partenkirchen) war ein deutscher Dirigent, Pianist, Musikwissenschaftler und Musikredakteur.

## Leben
Jürgen Völckers war das erste Kind des Architekten, Fach- und Romanautors Otto Voelckers und seiner Frau Maria Theresia Völckers, geb. Kayser. Diese war die Tochter des Geologen Emanuel Kayser und Nichte des Physikers Heinrich Kayser. Seine Schwester war die Ärztin Renate Cäcilie Völckers (* 1915 in München).
Er studierte ab 1932 an der staatswissenschaftlichen Fakultät der Philipps-Universität Marburg, begann dann aber ab 1933 ein Studium der Musikwissenschaft an der Universität München. Ebenfalls ab 1933 absolvierte er bis 1936 an der Staatlichen Akademie der Tonkunst München eine dreijährige Ausbildung im Dirigieren bei Heinrich Knappe, Carl Ehrenberg und Richard Trunk sowie in Komposition bei Joseph Haas und legte dort das Kapellmeisterexamen ab. 1939 wurde er an der Universität München mit der Dissertation „Johann Rudolph Zumsteeg als Opernkomponist. Ein Beitrag zur Geschichte des deutschen Singspiels und der Musik am Württembergischen Hofe um die Wende des 18. Jahrhunderts“ promoviert.
Völckers war von 1939 bis 1941 Chefdirigent des Landestheaters Schneidemühl und von 1941 bis 1944 Assistent des Opernchefs des Staatstheaters Krakau.
Im Jahr 1944 heiratete er die Mezzosopranistin und Konzertsängerin Sigrid Völckers, geb. Kranzbühler (* 17. Mai 1911 in Wiesbaden), mit der er ab 1944 als Pianist auf Konzertreisen ging. Seit 1944 lebte Völckers in Garmisch-Partenkirchen.
In den 1950er Jahren bearbeitete Völckers die im Alfred Kröner Verlag erschienene Geschichte der Musik komplett neu.
Völckers war als Musikwissenschaftler sowie Musik- und Kulturredakteur tätig. So war er Mitarbeiter der Zeitschriften Neue Zeitschrift für Musik und Musica und des Garmisch-Partenkirchener Tagblattes. In den 1960er- und 1970er-Jahren hatte er elf Jahre lang einen Lehrauftrag für Musiktheorie und Kammermusik an der Geigenbauschule Mittenwald inne.

## Auszeichnungen
- Silberne Ehrennadel der Stadt Garmisch-Partenkirchen (1988)

## Werke

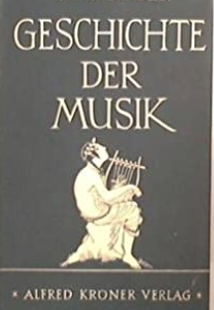
Cover Geschichte der Musik

- Johann Rudolph Zumsteeg als Opernkomponist: Ein Beitrag zur Geschichte des deutschen Singspiels und der Musik am Württembergischen Hofe um die Wende des 18. Jahrhunderts. Dissertation, Ludwig-Maximilians-Universität München, 1944.
- Geschichte der Musik. Begründet von Ernst Bücken. Neubearbeitet von Dr. Jürgen Völckers. 2. Auflage. Alfred Kröner Verlag. Stuttgart. 1951.
- Lebendiger Anschauungsunterricht im Mittenwalder Geigenbau-Museum. In: 300 Jahre Marktgemeinde Mittenwald, Mittenwalder Geigenbau, 1983, S. 52–57.